# Escuadrilla Azul
Se denomina Escuadrilla Azul al grupo de pilotos voluntarios del Ejército del Aire Español que durante la Segunda Guerra Mundial combatieron al lado de la Luftwaffe de la Alemania Nazi en el Frente Ruso como contrapartida a la ayuda de los alemanes con su Legión Cóndor, durante la guerra civil española al bando sublevado.
Entre septiembre de 1941 y febrero de 1943 cinco escuadrillas españolas pasaron por el Frente oriental, asignadas a las alas de caza Jagdgeschwader 27 y Jagdgeschwader 51 de la Luftwaffe.
Volando los cazas Messerschmitt y los cazabombarderos Focke-Wulf, los pilotos españoles lograron acreditar la destrucción de más de 160 aviones soviéticos en unos dos años, mientras que perdieron 20 pilotos por muerte en combate, desaparecidos o hechos prisioneros. La unidad permaneció en la Rusia central, a pesar de las peticiones de Muñoz Grandes para que fuera agregada a la División Azul, hasta su retirada completa a comienzos de 1944.

## Orígenes y desarrollo
En la Luftwaffe se les denominó con el nombre de 15. Spanische Staffel, agregadas a la 27.ª Ala de Caza (JG 27), unidad de élite al mando de Wolfram von Richthofen (antiguo jefe de Estado Mayor de la Legión Cóndor en la guerra civil española). En realidad no fue una sola escuadrilla, sino que fueron cinco las que se fueron relevando entre 1941 y 1944, cada seis meses aproximadamente, para combatir en el frente ruso. Su emblema estaba basado en el de la Patrulla Azul de Joaquín García-Morato, líder de la aviación de caza nacional durante la guerra civil española.

En el morro de los Messerschmitt Bf 109 de la 1ª Escuadrilla, los mecánicos pintaron el emblema del grupo de caza de García Morato, acompañado ahora por un número dos romano (II), en el caso de la 1ª Escuadrilla (indicando con ello la segunda lucha de los miembros de la famosa unidad contra el comunismo); por la Cruz de Santiago, en la 2ª; montado sobre la cruz alemana que identificaba a los aviones de la Luftwaffe, en la 3ª; superpuesto sobre el símbolo de la caza alemana (la flecha alada, rodeada por una corona de laureles) en la 4ª; y con un número cinco romano (V) en la 5ª, colocado en la misma posición que el II de la 1ª.

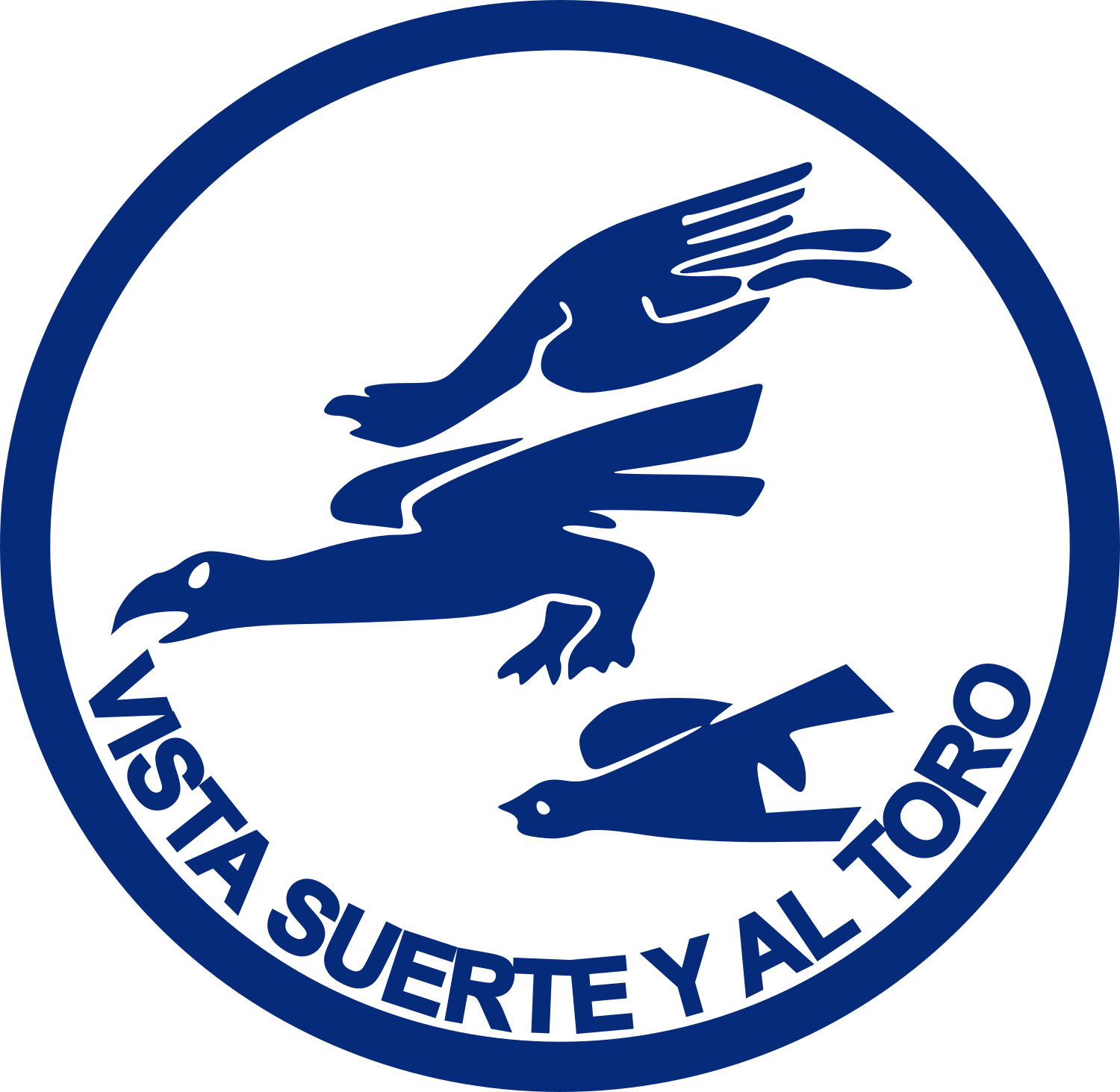
Emblema de la Patrulla Azul.

Cuando el gobierno franquista decide enviar a la invasión de la Unión Soviética una fuerza expedicionaria de voluntarios, la llamada Unidad de Voluntarios Españoles o División Azul, decide que el contingente terrestre se completara con un componente aéreo de una Escuadrilla de Caza.
El Ejército del Aire español estaba en numerosos aspectos mejor preparado que el resto del Ejército para incorporarse al ejército alemán, ya que muchos de sus pilotos habían volado junto a sus camaradas alemanes de la Legión Cóndor en 1936-39 y conocían las tácticas y las habían llevado a la práctica en innumerables ocasiones. Algunos pilotos ya habían volado en los aviones que les iban a ser entregados. La aviación española esperaba recoger conocimientos y formación al formar parte de la Luftwaffe, y por este motivo se constituyeron relevos para los pilotos y el personal expedicionario cuando se hubiese completado un periodo de tan solo seis meses de estancia en el frente.

## Descripción

### 1.ª Escuadrilla Azul
- Comandante Ángel Salas Larrazábal
- Compuesta por 17 pilotos.
- Durante su estancia en Rusia, efectuó 422 misiones de combate, como protección de bombarderos (particularmente en la "Bolsa de Viazma") y caza libre. Participaron en 94 combates aéreos derribando 14 aviones. Sus bajas sumaron 5 oficiales (el comandante Muñoz, el capitán Arístides García López y los tenientes Alcocer, Ruibal y Bartolomé) además de varios soldados de tierra.

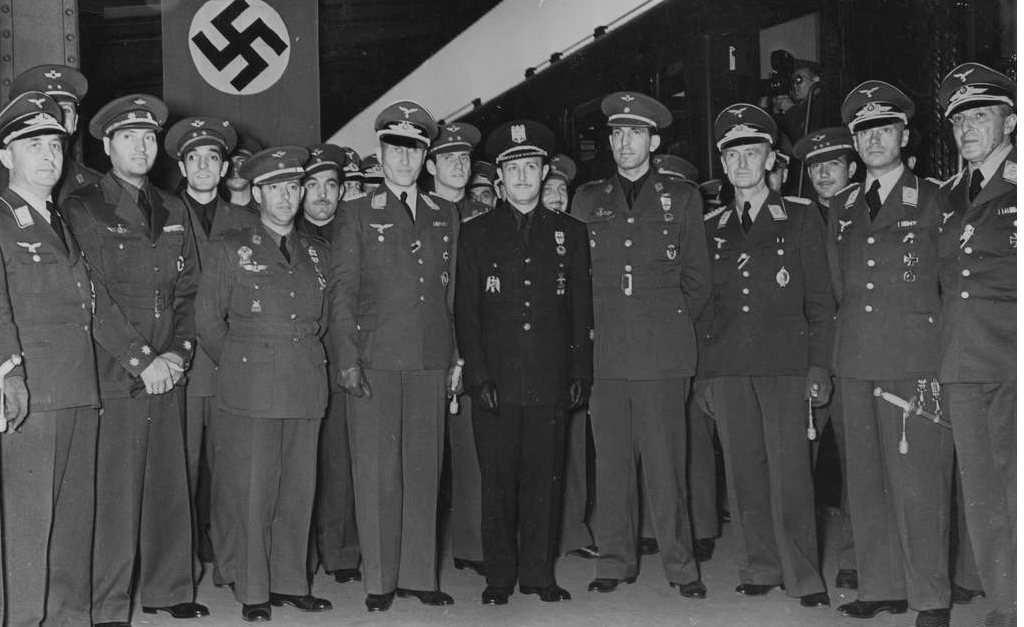
Miembros de la Escuadrilla azul en Alemania, recibidos por el embajador español en Berlín, José Finat.

Constituida oficialmente el 14 de julio de 1941 en Madrid. Tras cruzar la frontera francesa llega a Alemania el 27 de julio. Formaban el Escalón de Vuelo además del Comandante, su segundo, el comandante José Muñoz-Jiménez: tres capitanes y doce tenientes, todos ellos veteranos de la Guerra Civil. Manda el Escalón de Tierra el hermano del comandante Ramón Salas Larrazábal. La Escuadrilla fue destinada a la Jagdfliegerschule 1 de Werneuchen, cerca de Berlín. Durante su estancia de dos meses, se procedió a la instrucción de los pilotos españoles, cosa que no gustó mucho dado que todos eran veteranos curtidos de la guerra civil española. 
El 5 de septiembre, la Escuadrilla recibe sus primeros aviones de combate, doce Messerschmitt Bf 109E-7/B. La Escuadrilla parte hacia el frente, su aeródromo de destino es Minsk, y de allí pasan a Smolensk primero y finalmente a su aeródromo de operaciones: Moschna, al NE de Smolensk. Se incorpora al Frente Ruso el 24 de septiembre, integrada en la JG-27 (Ala de caza 27). La Escuadrilla Azul era la "15 Spanische Staffel", JG-27 del VIII Fliegerkorps, Luftflotte 2. Los aviones empleados eran Messerschmitt Bf 109E (E-4, E-7) a los que en diciembre se sumaron algunos más modernos ME Bf 109F (F-2 y F-4). La Escuadrilla quedó lista para participar en el asalto alemán sobre Moscú, conocido como “Operación Taifun” (Tifón). La primera misión se realizó el 2 de octubre, coincidiendo con el inicio de dicha operación.
En su segunda salida de combate, muere en accidente el teniente Luis Alcocer Moreno-Abella, veterano de la Guerra Civil y As con 5 derribos, y que era hijo del alcalde de Madrid Alberto Alcocer y Ribacoba, y sobrino del General de Aviación (fallecido unos meses antes) Luis Moreno-Abella Gil de Borja, Marqués de Borja, uno de los pioneros de la Aviación Militar Española. Se convierte Alcocer en la primera baja de las Escuadrillas Azules y a su vez, en el primer caído en misión de guerra del Ejército del Aire Español.
En noviembre desaparecen en acción dos veteranos pilotos de la guerra civil española: el comandante José Muñoz Jiménez-Millás, que había sido designado para el mando de la 2.ª escuadrilla, y el capitán Arístides García López Rengel un As de la guerra civil española con 17 aviones derribados. En abril de 1942, la escuadrilla regresa a España, dejando en Rusia a 5 pilotos muertos.
La 1.ª Escuadrilla Azul operó desde numerosas bases: Moschina, al S.O. de Smolensk, Bllelov, en el frente de Moscú, Kaliningrado, Staritz, Staritza, Rudsa (a 80 km de Moscú), Klin, Duguino y Vítebsk, hasta su relevo, el 7 de abril de 1942. Las primeras misiones de la Escuadrilla fueron de apoyo aéreo cercano, puesto que la versión E7-B del Bf 109 era cazabombardero, sobre la bolsa formada en la Batalla de Vyazma-Briansk. 
Posteriormente la Escuadrilla pasaría a realizar principalmente labores de protección a los bombarderos alemanes y de caza libre. Además de utilizar sus Messerschmitt, algunos pilotos emplearon los Henschel Hs 123 de una unidad alemana que operaba junto a ellos, el I (Schl.)/LG 2, que tomaron prestados para realizar algunas misiones de ataque al suelo.

### 2.ª Escuadrilla Azul
- Comandante Julio Salvador y Díaz-Benjumea.
- Compuesta por 19 pilotos.
- Participaron en 1.312 misiones de vuelo y en 117 combates aéreos, derribando 13 aviones. Se contabilizaron tres bajas (2 oficiales y un soldado).

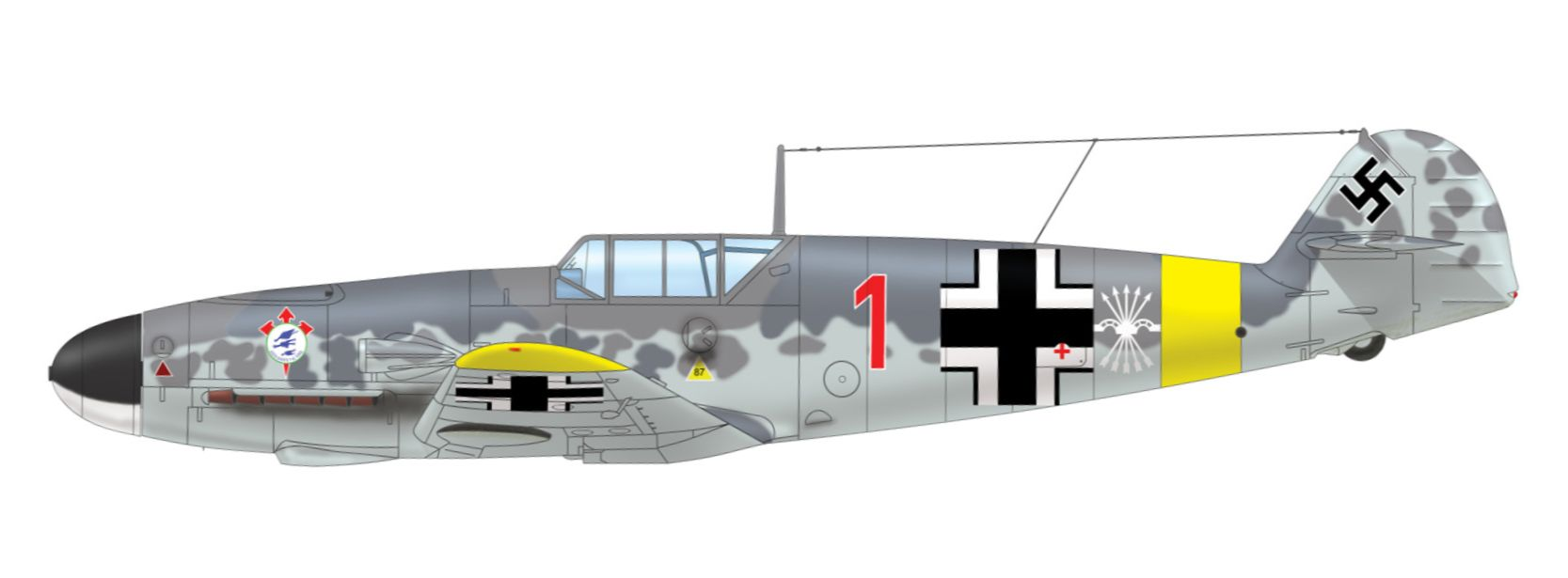
Messerschmitt Bf 109F-2 de la Escuadrilla Azul, 15. (span.)/Jagdgeschwader 51, invierno 1942/1943

Fue constituida el 6 de febrero de 1942 en Morón, y hasta el 2 de marzo reciben instrucción en dicha base y en la de Tablada. El 8 de junio la Escuadrilla llega a su base de operaciones en el aeródromo de Orel-Oeste, el cual se encuentra justo en medio del flanco sur del Grupo de Ejércitos Centro y el flanco norte del Grupo de Ejércitos Sur. Ahora la Escuadrilla queda agregada a la JG-51 "Mölders", como 15/JG 51. La unidad recibe aviones Messerschmitt Bf 109F-2 y se le asigna un avión Junkers Ju 52/3m que hacía el recorrido Berlín-Escuadrilla-División actuando de enlace y avión correo.
En un primer momento la 2.ª Escuadrilla consigue 6 derribos confirmados (y 4 más probables), distinguiéndose el capitán Gavilán en combate y teniendo su primera baja, el capitán Noriega. Al alcanzar la ofensiva alemana el río Don Vorónezh, la ofensiva se dirige al SE, hacia Stalingrado, lejos por tanto de la base asignada a los españoles. Este desplazamiento del combate se traduciría en mínimas ocasiones de derribar aparatos enemigos en los meses siguientes, falleciendo en accidente mecánico el alférez Navarro y el cabo Mecánico Zaro. 
La 2.ª Escuadrilla regresa del Frente Ruso en noviembre de 1942.

### 3.ª Escuadrilla Azul
- Comandante Carlos Ferrándiz Arjonilla.
- Compuesta por 19 pilotos.
- Participan en 1.716 misiones de vuelo, realizando 112 combates y derribando 62 aviones. La cifra de derribos es considerablemente mayor que las anteriores, pues ya es notable la recuperación de la aviación soviética. Las 1.ª y 2.ª apenas tuvieron oposición aérea. Al regresar a España había perdido a 5 pilotos.

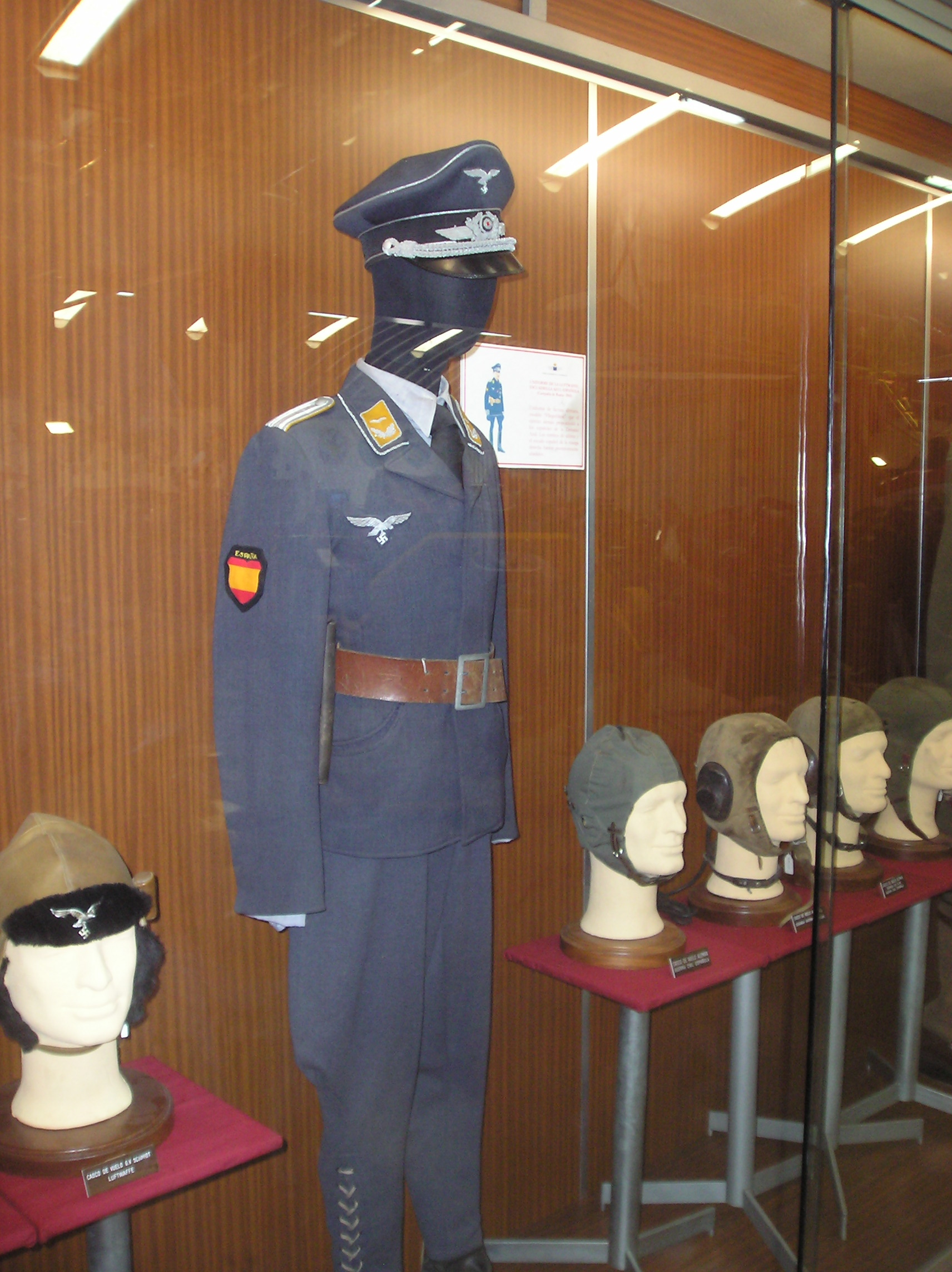
Uniforme (2°Leutnant-alférez) de piloto de la escuadrilla azul.

El 1 de septiembre de 1942 queda constituida la 3.ª Escuadrilla Expedicionaria. Su instrucción comienza el día 17 en Tablada (Sevilla). El 23 de octubre, la 1.ª y 2.ª Patrullas parten hacia la base de instrucción avanzada de caza de Saint Jean d'Angely, a 50 km al sur de La Rochelle. La instrucción allí duró algo menos de un mes, tiempo durante el cual se voló en Bf 109F y G, Ar 96, Fw 56, Heinkel He 45 y avionetas Klemm Kl 35, finalizando el 11 de noviembre.
El 1 de diciembre comienza su servicio activo en la base de Orel, con los aviones que anteriormente habían servido con la 2.ª Escuadrilla, aunque posteriormente recibirán algunos Bf 109F-4. Dado que solo se habían incorporado dos tercios de su plantilla nominal de pilotos, 7 aviadores de la 2.ª Escuadrilla permanecerían agregados a la nueva unidad hasta la llegada del resto del contingente al frente.
La escuadrilla continúa con los Messerschmitt ME Bf 109F2, pero completada con algunos G4. El frente está bastante activo el invierno de 1942-43 y así el 27 de enero se derriban 7 aviones enemigos, entre el 22 y el 24 de febrero 11 más, y entre el 7 y el 10 de marzo otros 7.
A mediados de marzo, los intensos bombardeos continuados de la aviación soviética sobre la base de Orel dejaron prácticamente sin aparatos a la Escuadrilla. Dado que los aparatos supervivientes ya empezaban a acusar el intenso desgaste, se decide equipar a la unidad con aviones Fw 190, en versiones A-2 y A-3. En vez de enviar a la Escuadrilla a retaguardia para iniciar la conversión al nuevo aparato, como era costumbre, se optó por enviar un piloto a la escuadrilla de plana mayor del JG-51. El piloto elegido fue Gonzalo Hevia, que en ese momento tenía 5 derribos confirmados y hablaba alemán. 

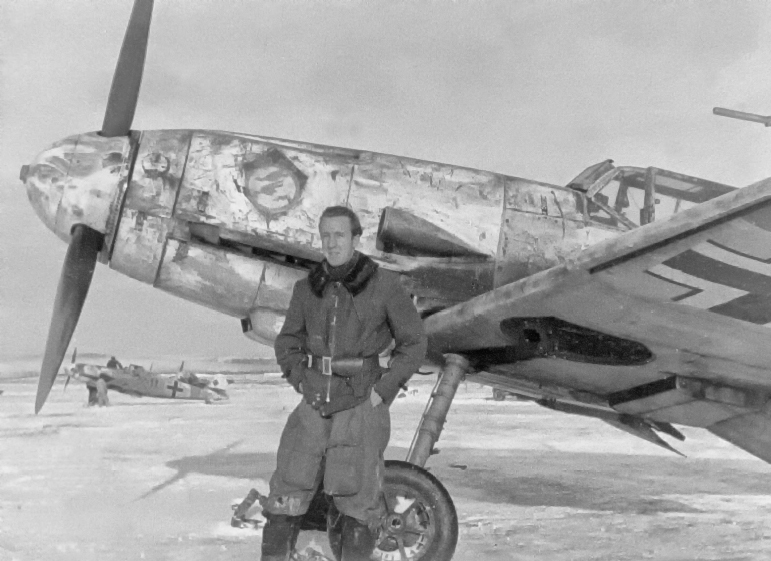
El teniente Miguel Martínez-Vara de Rey Teus frente al avión Messerschmitt Bf 109

El 21 de abril de 1943 los pilotos podrán contar con algunos Fw 190A-4, con tren de aterrizaje modificado para mejorar la estabilidad en tierra helada. El potente armamento de los Focke-Wulf permitirá que en los 403 combates se anoten el derribo de 16 aviones enemigos. La 2.ª Escuadrilla es comprometida para apoyar la retirada alemana del saliente de Rhzev. Se empieza a volar con los nuevos aviones el día 25, y además una Patrulla se trasladó a Smolensk. En los dos meses siguientes, hasta ser relevados por la 4.ª Escuadrilla, se abaten 29 aviones enemigos más (hay que señalar que solo hubo combates durante 6 días).

### 4.ª Escuadrilla Azul
- Comandante Mariano Cuadra Medina.
- Compuesta por 20 pilotos.
- La primera victoria la logra el Alf. José Mateos Recio al día siguiente de la llegada de la 4.ª Escuadrilla, en pareja con el Tte. Lucas, al derribar un LAGG-5 en combate contra nueve aviones contrarios.
- Participan en 1.918 misiones de vuelo, entablando 277 combates aéreos y derribando 74 aviones, principalmente en las diferentes operaciones que se inscriben en la Operación Ciudadela. Al retirarse del frente en enero de 1944, había perdido a 7 pilotos (cuatro oficiales muertos y tres desaparecidos), a los que hay que añadir tres heridos graves, lo que supone un 50 % de bajas. La 4.ª escuadrilla diversifica y multiplica sus misiones, particularmente en ataques a tierra, cubriendo la retirada alemana de Járkov. Sin duda es la escuadrilla más activa, recibiendo siete de sus componentes la medalla militar individual.

Se constituye en Alcalá de Henares el 2 de abril de 1943, base en la cual se completó un mes de instrucción. Tras dicho periodo fueron destinados a la base aérea de Colomiers, cercana a Toulouse, el 18 de mayo parte del contingente nominal de pilotos. Tras otro mes de instrucción en la base alemana, el 15 de junio parten hacia el frente parte de sus efectivos.
Al igual que ocurrió con la 3.ª Escuadrilla, la incorporación de los pilotos al frente se realizó de manera gradual, por lo que 4 pilotos de la anterior escuadrilla quedaron agregados hasta la llegada de la última Patrulla del este nuevo relevo. Otra novedad fue la introducción de otro Ju 52 de enlace, matrícula CJAC, para sustituir al anterior durante las inspecciones técnicas y para coordinar mejor los largos vuelos Madrid-Berlín. 
Se incorpora al frente el 5 de julio de 1943, justo al inicio de la Operación Ciudadela, la ofensiva de verano alemana en Kursk. Es encuadrada en el JG-51, en el VIII Fliegerkorps, de la Luftflotte 4. Emplean los Focke-Wulf Fw 190 G y A-8, pero las bajas eran repuestas con Messerschmitt Bf 109G-6. 
Por su condición de "inexpertos" en el frente, los pilotos españoles fueron asignados a bases relativamente alejadas del saliente de Kursk: una patrulla a Briansk (la más cercana al saliente de Kursk), otra a Witebsk y la restante a Seschtshinskaja. Pese a todo, el primer derribo de la escuadrilla llegaría pronto, el 7 de julio, a manos de Alf. José Mateos Recio al conseguir derribar un Lavochkin en combate desigual: 2 Fw 190 españoles frente a 9 La-5 soviéticos. 
Durante agosto, el contraataque soviético fue especialmente intenso en la zona central del frente, sobre los salientes de Orel y Járkov. Precisamente la zona cercana a Orel era la encargada a defender por los pilotos españoles. A lo largo del mes, en los intensos combates de la posteriormente conocida Batalla de Orel, se consigue el mayor número de victorias en un solo mes hasta la fecha: 43 aviones enemigos destruidos. A cambio, 2 pilotos de la 3.ª Patrulla que acababan de incorporarse en ese mismo mes causaron baja. 
En septiembre, las líneas alemanas no tienen más remedio que retroceder ante el empuje soviético, y la Escuadrilla Azul con ellos. Primero a Smolensk, luego a Orsha y finalmente a Stara-Bychow, conforman los cambios de aeródromo realizados en dicho mes. El frente finalmente se estabiliza en octubre, y la llegada del invierno paraliza la gran mayoría de las operaciones aéreas.
El 25 de noviembre la Escuadrilla se traslada definitivamente a Bobruisk, en Bielorrusia, desde donde realizará sus últimas misiones hasta ser relevada por la 5.ª Escuadrilla Azul.

### 5.ª Escuadrilla Azul
- Comandante Francisco Javier Murcia Rubio.
- Compuesta por 20 pilotos y encuadrada en el mismo Grupo de Caza que la 4.ª, el JG-51 (JagdGeschwader n.º 51).
- Participan en 86 misiones de vuelo, participando en 6 combates sin acreditar ningún derribo. No llegó ni a incorporarse al completo de efectivos, ni reclamó derribo alguno.

Se crea el 26 de octubre de 1943, en Alcalá de Henares. Dado el rumbo que estaba tomando el curso de la guerra, la 1.ª Patrulla cruzó la frontera francesa con especiales medidas de seguridad y discreción (la 2.ª Patrulla lo haría todavía más de incógnito), llegando a la base de Saint Jean d'Angely el 27 de noviembre, donde culminaría su instrucción un mes después. La 2.ª Patrulla se destinó a otra base, Bergerac, comenzando la instrucción el 15 de enero y finalizándola el 6 de febrero de 1944. 
El relevo por parte de la 5.ª Escuadrilla Azul se hizo efectivo el 23 de febrero de 1944 en el aeródromo de Bobruisk, a donde ya habían llegado la 1.ª y 2.ª Patrullas (la 3.ª nunca llegaría al frente). Ya no recibirían servicio por parte de los Ju 52 de enlace, puesto que el gobierno español ya tenía tomada la decisión de repatriar del frente a todos los voluntarios españoles que combatían en Rusia. Además, a esto ha de agregarse que la cada vez más activa caza aliada suponía un serio peligro para estos lentos aparatos que portaban las insignias de la Luftwaffe. 
La escuadrilla se equipó con Messerschmitt Bf 109G-6. Esto supuso un pequeño inconveniente a los pilotos y mecánicos españoles, que habían realizado la instrucción en Francia con Focke Wulf 190. Regresa en junio, perdiendo a un piloto (el teniente Segurola). El corto periodo de permanencia en el frente no permitió derribar ningún aparato enemigo y sin embargo hubo que soportar la pérdida de dos Bf 109G-6, aunque no por causa del enemigo.

## Victorias homologadas
En paréntesis el detalle de victorias aéreas conseguidas con Fw-190:
| Piloto                                    | Bajas | Victorias                                                 |
| ----------------------------------------- | ----- | --------------------------------------------------------- |
| Capitán Gonzalo Hevia Álvarez de Quiñones | 12    | (2 La-5; 2 Lagg 3; 1 Yak 9)                               |
| Comandante Mariano Cuadra Medina          | 10    | (6 Lagg 3; 2 La-5; 1 IL 2)                                |
| Teniente José Ramón Gavilán Ponce de León | 9     |                                                           |
| Teniente Fernando Sánchez Arjona Courtoy  | 9     | (muerto en accidente 19/11/43) (5 La-5; 2 Lagg 3; 1 Pe-2) |
| Comandante Ángel Salas Larrazábal         | 7     | (+ 16.33 en 1936-39)                                      |
| Alférez Vicente Aldecoa Lecanda           | 7     | (4 La-5; 2 Lagg 3)                                        |
| Teniente Dámaso Arango López              | 7     | (4 IL-2; 2 La-5; 1 Lagg 3)                                |
| Luis Azqueta Brunet                       | 6     |                                                           |
| Bernardo Meneses Orozco                   | 6     |                                                           |
| Manuel Sánchez-Tabernero de Prada         | 6     | (2 Lagg 3; 1 La-5;3 IL 2)                                 |
| Francisco Valiente Zárraga                | 6     | (3 La-5; 1 IL 2; 2 Douglas Boston)                        |
| Lorenzo Lucas Fernández Peña              | 6     | (4 Lagg 3; 1 La-5; 3 IL 2)                                |
| Antonio Aldós                             | 6     |                                                           |
| Antonio Herrero Alós                      | 5     |                                                           |
| Fernando Bengoa Cremades                  | 5     |                                                           |
| José Mateos Recio                         | 5     |                                                           |